# Dead Mount Death Play
Dead Mount Death Play (jap. デッドマウント・デスプレイ) ist eine Manga-Serie von Ryohgo Narita und Shinta Fujimoto, die seit 2017 in Japan erscheint. Die Geschichte um einen ins moderne Japan versetzten Nekromanten mischt Mystery mit Drama und Thriller sowie Comedy-Elementen. Sie wurde in mehrere Sprachen übersetzt, darunter auch ins Deutsche, und 2023 als Anime adaptiert.

## Inhalt
Ein mächtiger Nekromant steht dem von der Kirche entsandten Helden Shagrua gegenüber, der das Wesen töten soll, das die Toten wiederbelebt und aus ihnen seine magischen Kräfte nährt. Es kommt zum erbitterten Kampf. Doch als der plötzlich vorbei ist, findet sich der Nekromant im Körper eines soeben verstorbenen und nun wieder zum Leben erwachten Menschen wieder: Polka Shinoyama (四乃山 ポルカ). Er befindet sich im modernen Tokio und während er sich noch zurechtzufinden versucht, wird er wegen seiner blutenden Halswunde von der Polizei angehalten. Eine junge Frau namens Misaki Sakimiya (崎宮 ミサキ) hilft ihm zwar aus der Situation, doch stellt sie sich auch als die Auftragsmörderin heraus, die Polka getötet hat. Auf der Flucht vor ihr gerät der Nekromant in einen Folterkeller der Yakuza, die Misaki auf ihn angesetzt haben. Durch die Kraft der hier Verstorbenen findet der Nekromant wieder zu Kräften und kann gegen Misaki kämpfen. Zu seiner Überraschung und im Gegensatz zu den Gegnern in seiner Welt stirbt sie sofort. Sie wird von ihm als Zombie wiedererweckt, kann aber mangels eines dazu begabten Magiers nicht vollständig ins Leben zurückkehren. Misais Chefin Risa Kuraki (倉木 リサ) ist von diesen Fähigkeiten, deren Zeuge sie werden konnte, angetan und will den Nekromanten für sich einspannen. Der ist eigentlich nur darauf aus, endlich einen friedlichen Ort zu finden. So wie schon in seiner alten Welt, wo ihn dies durch die gegen ihn kämpfende Kirche verwehrt wurde. Doch da er Hilfe dabei braucht, sich in dieser Welt zurechtzufinden, willigt er ein. So wird er in ein Team mit Misaki und dem Hacker Takumi Kuruya (繰屋 匠) gesteckt. Während Misaki begeistert ist, will Takumi eigentlich nichts mit dem unheimlichen Nekromanten zu tun haben.
Bald kommt „Polka“ mit anderen übernatürlichen Begebenheiten in Kontakt, auch wenn die Magie in dieser Welt selten ist. Und er selbst trägt zu solchen Begebenheiten bei, indem er seine Magie unbedacht einsetzt, um anderen zu helfen, was über soziale Medien schnell bekannt wird. Die Seele des echten Polka lässt er ein Stofftier beseelen, das er ständig bei sich trägt. Um Geld zu verdienen, versucht er sich als Hellseher. Durch seine Fähigkeiten hat er dabei eine hohe Erfolgsquote. Doch er ist bereits anderen aufgefallen, die sich entweder als Verbrecher dem Übernatürlichen bedienen, oder bei der Polizei sich derartigen Phänomenen widmen. So wird Risa Kurakis Bar sowohl von den Polizisten Tsubaki Iwanome und Gōzaburō Arase besucht, die keinesfalls zimperlich sind, als auch von einem mysteriösen Phantom. Beide haben sie von da an unter Beobachtung. Und Polka wird von seinen Verwandten aufgespürt. Er gehörte zu einer reichen Familie, weswegen auch die Attentäterin auf ihn angesetzt war. Bei einem Besuch kann er mit seinen Fähigkeiten verhindern, dass seine Nichte und sein Neffe getötet werden. Sein Vater aber erkennt, dass er nicht den echten Polka vor sich hat.

## Veröffentlichung
Die Serie erscheint seit Oktober 2017 im Magazin Young Gangan. Dessen Verlag Square Enix veröffentlicht die Kapitel seit März 2017 auch in bisher zwölf Sammelbänden. Eine deutsche Übersetzung wird seit Oktober 2021 von Altraverse in bisher 13 Bänden herausgegeben (Stand: Oktober 2024). Übersetzt wurde die Serie von Yohana Araki. Eine französische Fassung erscheint bei Éditions Ki-oon, eine italienische bei Goen, eine polnische bei Dango und eine englische bei Yen Press. Die englische Fassung erscheint vor ihrer Print-Herausgabe bereits zeitgleich zur japanischen Magazin-Veröffentlichung online.

## Animeserie
Bei Studio Geek Toys entstand eine Adaption des Mangas als Anime-Serie für das japanische Fernsehen. Regie führte Manabu Ono, der auch die Drehbücher schrieb. Das Charakterdesign wurde von Hisashi Abe adaptiert und die Tonarbeiten leitete Takayuki Yamaguchi.
Die Serie wurde erstmals im November 2022 angekündigt. Die zwölf Folgen der ersten Staffel wurden vom 10. April bis zum 27. Juni 2023 von den Sendern Tokyo MX, AT-X, BS11, Sun TV, KBS Kyoto und HTB in Japan gezeigt. Parallel dazu fand die internationale Erstausstrahlung auf der Plattform Crunchyroll mit Untertiteln in diversen Sprachen statt, darunter Deutsch und Englisch. Ab dem 1. Mai 2023 folgte bei Crunchyroll die Veröffentlichung einer deutschen Synchronfassung. Die zweite Staffel startete in Japan und online am 10. Oktober 2023.

### Synchronisation
Die deutsche Synchronfassung entstand unter der Regie von Jasmin Arnoldt und Moira May nach Dialogbüchern von Dennis Saemann und Richard Westerhaus bei Oxygen Sound Studios.
| Rolle           | Japanische Stimme (Seiyū) | Deutsche Stimme   |
| --------------- | ------------------------- | ----------------- |
| Misaki Sakimiya | Inori Minase              | Rieke Werner      |
| Polka Shinoyama | Yuki Sakakihara           | Sebastian Fitzner |
| Takumi Kuruya   | Yūma Uchida               | Amadeus Strobl    |
| Lisa Kuraki     | Atsumi Tanezaki           |                   |
| Gōzaburō Arase  | Nobuhiko Okamoto          | Asad Schwarz      |
| Iwanome Tsubaki | Takuya Eguchi             | Vincent Fallow    |

### Musik
Die Musik der Serie stammt von eba, Kana Utatane und Yūki Nara, die unter dem Namen F.M.F auftraten. Das Vorspannlied ist Nero (ネロ) von Sou und der Abspann ist unterlegt mit Iolite von Inori Minase.